# Jón Þorláksson
Ikke at forveksle med præsten og oversætteren Jón Þorláksson á Bægisá
Jón Þorláksson (født 3. marts 1877, død 20. marts 1935) var Islands statsminister fra 8. juli 1926 til 28. august 1927, samt Reykjavíks borgmester fra 30. december 1932 til sin død.

## Uddannelse og ingeniørkarriere
Jon Þorláksson tog studentereksamen fra Menntaskólinn í Reykjavík i 1897 med skolens højeste karaktergennemsnit nogensinde. Han studerede derefter til civilingeniør ved Polyteknisk Læreanstalt i København og dimitterede som cand.polyt. i 1903. I 1905 blev han udnævnt til Islands overingeniør og ledede i de næste 12 år anlæg af veje og broer i landet. Han var fortaler for (og bidrog til at realisere) vandkraftværker og brugen af Islands rigelige geotermiske resurser til opvarmning af huse. Jón fratrådte sit embede i 1917 og startede en virksomhed, der importerede byggematerialer, men arbejdede også adskillige gange som selvstændig ingeniør på diverse projekter.

## Politisk karriere
Han blev valgt til Altinget i 1921 for en anti-socialistisk liste, der modarbejdede den spirende islandske arbejderbevægelse. Han var medstifter af det konservative parti Íhaldsflokkurinn (1924-29), og var partiets formand i hele dets levetid. Partiet fusionerede i 1929 med Islands lille liberale parti og dannede Selvstændighedspartiet, som Jon Þorláksson var formand for 1929-34, indtil sygdom tvang ham til at nedtrappe sin politiske karriere. Han døde det følgende forår.